# Dąbrowa (powiat nowosądecki)
Dąbrowa – wieś w Polsce położona w województwie małopolskim, w powiecie nowosądeckim, w gminie Chełmiec. W latach 1975–1998 miejscowość należała administracyjnie do województwa nowosądeckiego. 30 czerwca 2004 r. wieś liczyła 830 mieszkańców.
Do 1934 roku do Dąbrowy należał Łężek, stanowiący jej odległą eksklawę. W 1934 włączono go do Rdziostowa.

## Położenie
Wieś leży w Kotlinie Sądeckiej u podnóża Pogórza Rożnowskiego, na północ od Nowego Sącza, przy drodze krajowej nr 75, w miejscu gdzie łączy się ona z drogą wojewódzką 975. Nad wsią góruje Dąbrowska Góra.

## Zabytki

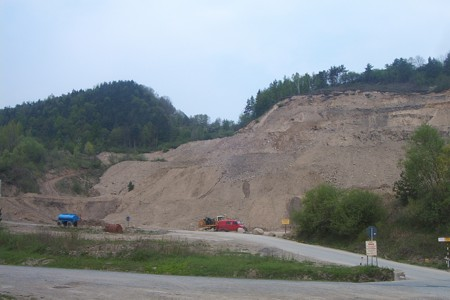
Kamieniołom

Obiekty wpisane do rejestru zabytków nieruchomych województwa małopolskiego.
- Dwór;
- ogród dworski.
W parku krajobrazowym w Dąbrowie znajduje się najmłodszy w gminie (bo zaledwie stuletni) dwór. Był on własnością doktora prawa Gustawa Stubera. Po wojnie został on przekazany na własność Wojewódzkiego Szpitala Zespolonego w Nowym Sączu i utworzono w nim oddział Chorób Płuc i Gruźlicy. Przy budynku szpitala znajduje się XVIII-wieczna kaplica dworska, w której brała ślub Gabriela Zapolska[6].

## Gospodarka
- Kamieniołom – Kopalnie Odkrywkowe Surowców Drogowych PP, oddział w Dąbrowie;
- zakład mleczarski.